# Shameka Christon
Shameka Delynn Christon (* 15. Februar 1982 in Hot Springs, Arkansas, Vereinigte Staaten) ist eine professionelle Basketballspielerin. Zuletzt spielte sie 2015 für die Phoenix Mercury in der Women’s National Basketball Association.

## Karriere

### College
Shameka Christon spielte bis 2004 für das Damen-Basketballteam der University of Arkansas. In ihrem letzten Jahr am College wurde sie zum Player Of The Year in der Southeastern Conference gewählt.

### Women’s National Basketball Association
Shameka Christon wurde im WNBA Draft 2004 von den New York Liberty an der insgesamt fünften Stelle ausgewählt. Nachdem Christon zu Beginn kaum in der Startformation des Teams stand, konnte sich von Saison zu Saison verbessern, sodass sie immer mehr Spielzeit bekam. Seit ihrer dritten Saison im Jahr 2006 war Christon dann ein fixer Bestandteil der Startformation der Liberty. Nach sechs Saisons in New York wechselt sie vor der Saison 2010 zu den Chicago Sky. Verletzungsbedingt konnte sie dort nur wenige Spiele bestreiten. 2011 bestritt Christon keine Spiele in der WNBA. Ab 2012 spielte sie dann für das Team der San Antonio Silver Stars. Nachdem sie in der ersten Saison fast immer in der Startformation stand, reduzierte sich ihr Spielanteil im Verlauf der Zeit. In ihrer dritten und letzten Saison in San Antonio stand sie nie in der Startformation und stand im Durchschnitt nur 10 Minuten pro Spiel auf dem Feld. Ihr vorerst letzte Saison in der WNBA bestritt sie 2015 für das Team der Phoenix Mercury. Dort kam sie nur noch zu 12 Einsätzen als Einwechselspielerin.

### Europa
Für einige Jahre war sie auch für Vereine in Europa aktiv.

### Nationalmannschaft
Zu Beginn ihrer Karriere gewann sie mit dem US-Team die Bronze-Medaille bei der Juniorenweltmeisterschaft 2001.